# Gotico a Pavia
Per gotico a Pavia si intende l'esperienza artistica cittadina tra la fine del XIII secolo e la prima metà del XV secolo. Grazie infatti all'importanza che la città ancora rivestiva nell'area lombarda, Pavia fu protagonista di una vivace stagione artistica, prima col potere comunale e poi coi Visconti, che intendevano con le loro commissioni affermare il loro dominio sul secondo centro del ducato di Milano, commissionado anche opere di grande valore come la monumentale arca di Sant'Agostino o, di Gentile di Fabriano,  la Madonna col Bambino in gloria tra i santi Francesco e Chiara.

## Architettura

### Edifici religiosi

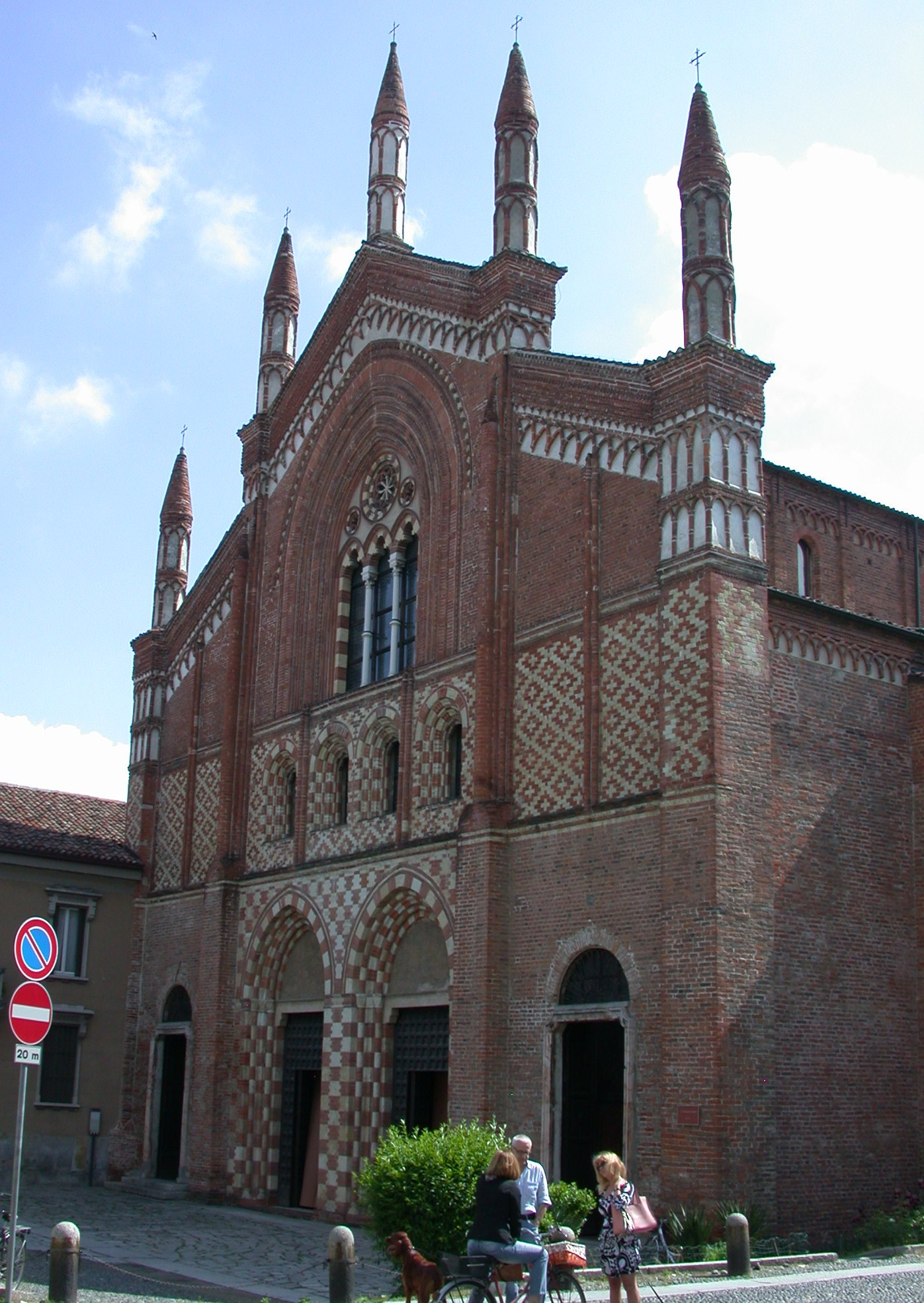
chiesa di San Francesco

Tra le prime chiese gotiche a Pavia troviamo la chiesa di San Francesco, terminata verso la fine del XIII secolo. Il fronte si presenta come una facciata a salienti in cotto come elemento predominante, come tipico dell'architettura lombarda: essa è divisa in tre partiture verticali accentuate dai contrafforti oltre che dai salienti. La partizione centrale è la maggiormente decorata, con al pian terreno un portale doppio, probabilmente mutuato dalla basilica di San Francesco ad Assisi ma che richiama anche il doppio fornice delle porte urbiche milanesi dell'epoca. Sopra i portali vi è una fascia marcapiano con quattro monofore, sovrastata a sua volta da una monumentale trifora: la zona dei due portali e della fascia marcapiano su tutte e tre le partiture verticali presenta una decorazione a rombi e a quadrati composti dall'alternanza dei mattoni rossi e dell'intonaco bianco; la facciata è terminata da cinque pinnacoli cilindrici.
La chiesa presenta una pianta particolare frutto dell'unione tra la pianta basilicale dell'aula e la pianta a croce greca del capocroce. Della decorazione interna originale restano pochissimi frammenti di affresco, tra cui un San Francesco e una Madonna col Bambino di fine Duecento che richiamano la coeva arte bizantina e una Presentazione al tempio della metà del Trecento di un pittore lombardo già attivo tra Bergamo e l'abbazia di Viboldone.

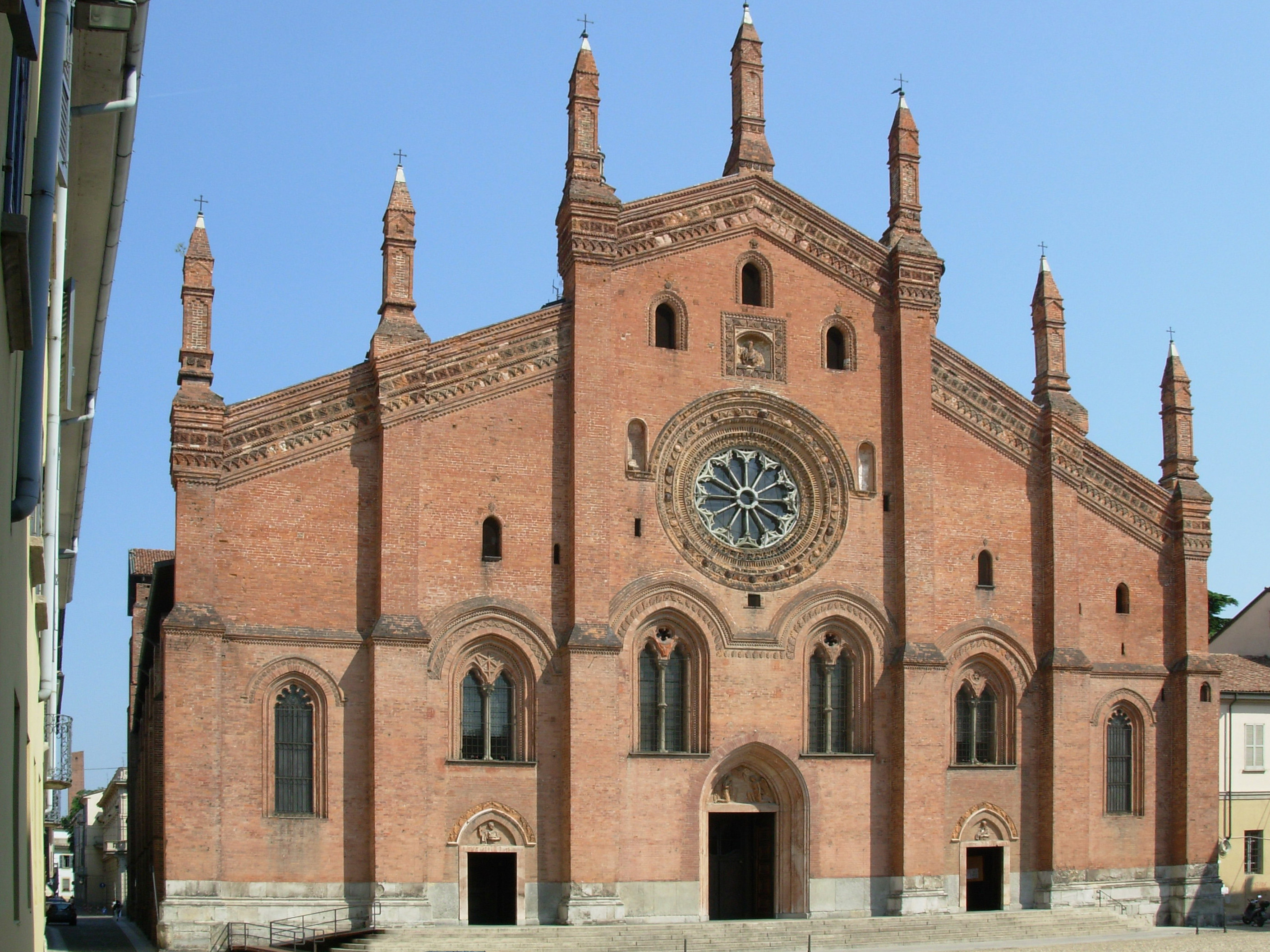
chiesa di Santa Maria del Carmine

La chiesa di Santa Maria del Carmine è invece successiva: iniziata nella seconda metà del XIV secolo, sarebbe stata terminata verso la metà del Quattrocento: il progetto della chiesa è spesso attribuito a Bernardo da Venezia che avrebbe successivamente riproposto questo progetto per l'omonima chiesa di Santa Maria del Carmine di Milano. La facciata si presenta dalle forme piuttosto tozze, in contrasto con lo sviluppo verticale tipico del gotico, decorata, fatti salvi alcuni particolari, in cotto. Essa è scandita da sei contrafforti che creano cinque partiture verticali, le due partiture esterne presentano una monofora a sesto acuto, mentre le tre centrali sono decorate da bifore; la decorazione della partitura centrale possiede un rosone fiancheggiato da nicchie con sculture in terracotta dell'Angelo annunciante e della Vergine annunciata.
L'interno si presenta a pianta longitudinale, in cui viene fatto ampio uso di una struttura modulare, in cui la pianta è composta dall'unione di più ambienti a pianta quadrata dalla medesima dimensione: il lato del quadrato corrisponde ad un terzo della larghezza della facciata; la navata centrale ha larghezza pari ad un quadrato, mentre le navate laterali e la cappelle hanno come modulo un quadrato che è un quarto del quadrato principale di partenza (ovvero l'unione di due cappelle e di due campate della navata laterale occupano uno spazio equivalente ad una campata della navata centrale). Le volte sono a crociera si reggono su pilastri a fascio che formano archi a tutto sesto.
Ora sede di dipartimenti universitari è l'ex monastero benedettino femminile di San Tommaso, menzionato per la prima volta in un diploma imperiale di Arnolfo del 889. Passato nel corso del Duecento ai Domenicani, fu ricostruito a partire dal 1320, tuttavia, a causa delle numerose interruzioni, il cantiere fu ultimato solo nel 1478.

#### La certosa

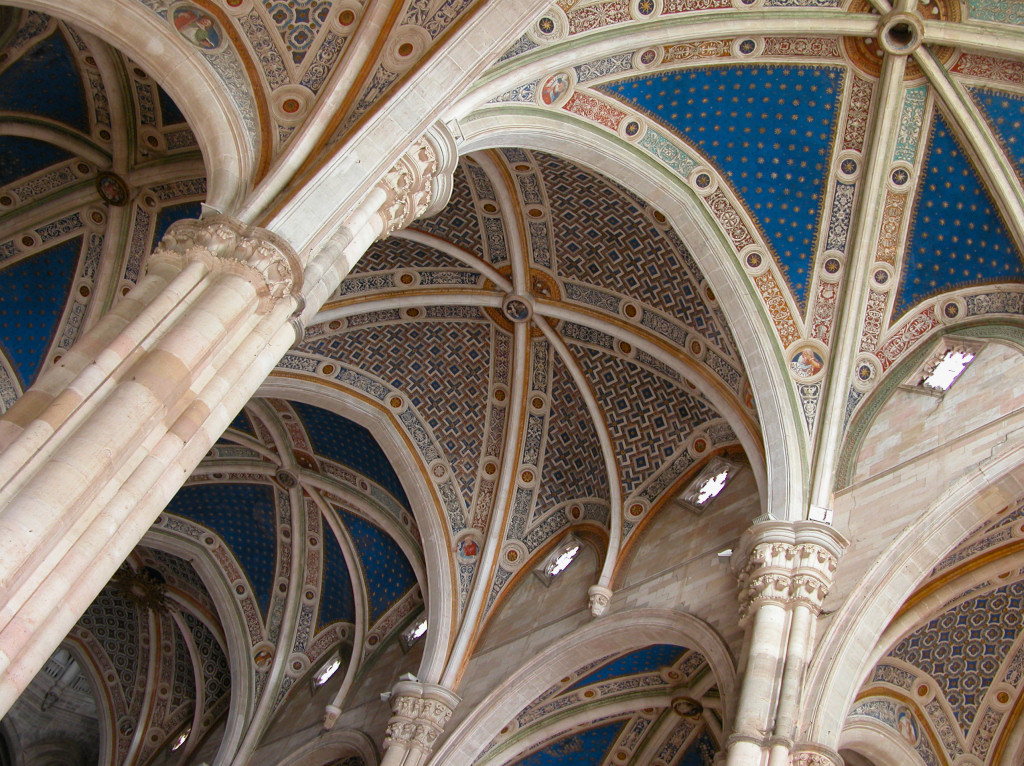
Interno della certosa di Pavia

La certosa di Pavia, commissionata ex voto da Gian Galeazzo Visconti, fu assieme al duomo di Milano il maggiore cantiere tardogotico della Lombardia e tra i maggiori in tutta Italia. Il progetto fu in origine assegnato a Bernardo da Venezia assieme a Giacomo da Campione, già attivi nel cantiere per il duomo di Milano: l'intenzione di Gian Galeazzo di porvi il mausoleo della famiglia Visconti fece sì che gli incaricati ricevessero l'ordine di costruire una chiesa grandiosa, dalle proporzioni non troppo dissimili dal grandioso cantiere della cattedrale cittadina, da cui peraltro fu ripresa la struttura delle tre navate gotiche, tra i pochi elementi puramente gotici della chiesa.
Alla morte di Gian Galeazzo nel 1402 il cantiere della chiesa rallentò sensibilmente: i lavori ripresero in maniera apprezzabile alla salita al potere degli Sforza, che fecero riprendere i lavori in uno stile misto tra il tardogotico e il rinascimentale, per vederli conclusi con la realizzazione della facciata, capolavoro del rinascimento lombardo. Dell'impianto originario tardogotico, già profondamente modificato e rimodellato in epoca rinascimentale, rimangono chiaramente visibili le tre navate separate da robusti piloni a fascio con volta a crociera gotica, ispirate all'aula del duomo di Milano.

### Edifici civili e militari

#### Il castello visconteo

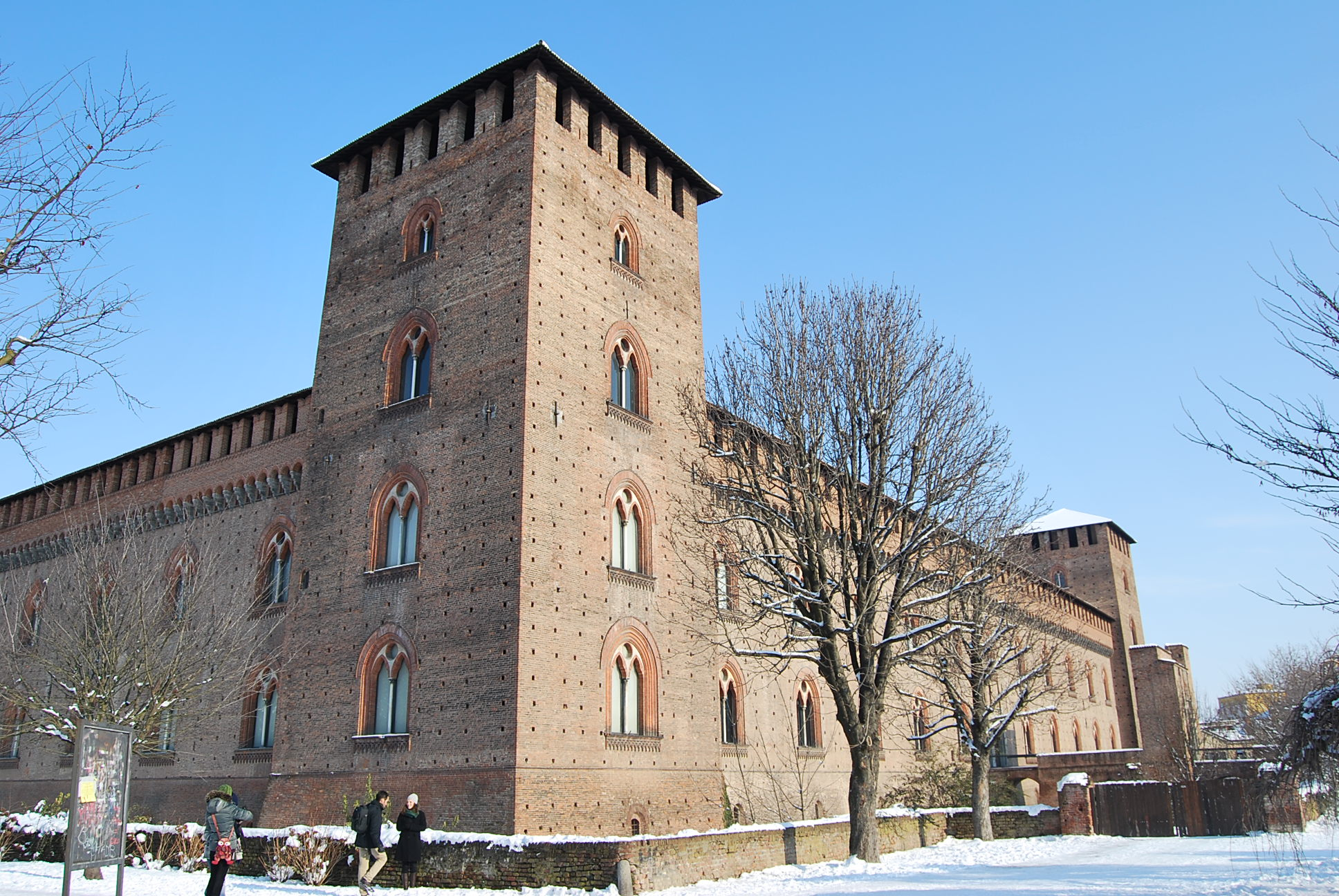
Pavia, castello Visconteo

Il castello Visconteo, opera militare che veniva usata anche come residenza signorile, è sicuramente il maggiore monumento gotico civile della città. Il castello fu edificato sulle rovine della vecchia rocca distrutta da Luchino Visconti su progetto di Bernardo da Venezia a partire dal 1359: nella costruzione furono usate maestranze provenienti da tutto il ducato di Milano, che raggiunse la massima espansione proprio sotto Gian Galeazzo Visconti, committente del castello; grazie quindi allo sforzo di manodopera da tutto il ducato, il castello fu pronto in soli sette anni. L'aspetto del castello, pur essendo nei fatti una fortezza, fu decorato in maniera sontuosa e raffinata, tanto che Pier Candido Decembrio la definì all'epoca "una dimora che non ha eguali in Italia". Il lato nord del castello, distrutto dall'artiglieria francese durante un assedio del 1525 e mai ricostruito, conteneva affreschi del Pisanello di Animali con sfondo d'oro, similmente alla cappella di Teodolinda di Monza.
Le mura perimetrali del castello sono decorati da un doppio ordine di bifore in cotto: l'ingresso è introdotto da un rivellino. All'interno la vocazione residenziale del castello è ancora più chiara: l'ampio cortile si presenta al pian terreno porticato con pilastri cilindrici in pietra con archi acuti; al piano superiore del lato meridionale vi sono delle quadrifore unite tra di loro da una cornice continua che corre lungo tutto il perimetro del cortile. Le quadrifore sono costituite da pilastri che reggono archetti trilobati, mentre tra le quadrifore e la cornice sono presenti tre oculi in cui sono inseriti elementi decorativi in cotto. Le quadrifore, un tempo su tutti e quattro i lati del cortile, furono sostituite con bifore e monofore rispettivamente sul lato occidentale ed orientale.
Il castello ospitava peraltro una delle maggiori biblioteche italiane: in un inventario del 1426 venivano catalogati 988 opere manoscritte. L'intera biblioteca fu tuttavia saccheggiata con l'assedio del castello da parte delle truppe francesi nel XVI secolo, che ne dispersero completamente la collezione.

#### Palazzi
Tra gli altri palazzi civili del periodo gotico-visconteo, una delle più celebri è la Casa dei Diversi, o casa Rossa perché in origine ricoperta di intonaco rosso: situata nella piazza principale della città riordinata per volere dei Visconti, presenta un porticato con grandi volte a sesto acuto. Il resto del palazzo, molto rimaneggiato negli anni, mostra resti della primitiva decorazione nella monumentale trifora in cotto e in alcune monofore superstiti.
Vari rimaneggiamenti sono stati effettuati anche sulla casa Folperti: delle decorazioni tardogotiche troviamo il primitivo doppio portale di ingresso ad arco a tutto sesto, oggi murati, e le monofore ogivali ai piani superiori. Seppur in parte rimaneggiati nei secoli successivi, conservano gran parte del loro impianto gotico e delle decorazioni originarie anche altri palazzi pavesi, ricordiamo in particolare: il Palazzo dell'ex Albergo del Saracino, le Case Danioni, Belcredi, Lonati e i Palazzi Aschieri e Beccaria.
Di origine del primo Quattrocento, dell'originale complesso della casa degli Eustachi rimane solo una piccola porzione. La casa, costruita da Pasino Eustachi, comandante sotto Gian Galeazzo Visconti, la casa mostra un'ampia decorazione in cotto tipica del tardogotico lombardo con finestroni ogivali con un'ampia profilatura. Il portale d'ingresso presenta la stessa decorazione delle monofore, ed è sormontato da una formella decorata sempre in cotto. Fondato nel 1429 dal cardinale Branda Castiglioni, il collegio Castiglioni conserva quasi integralmente la fisionomia che assunse nella prima metà del Quattrocento.

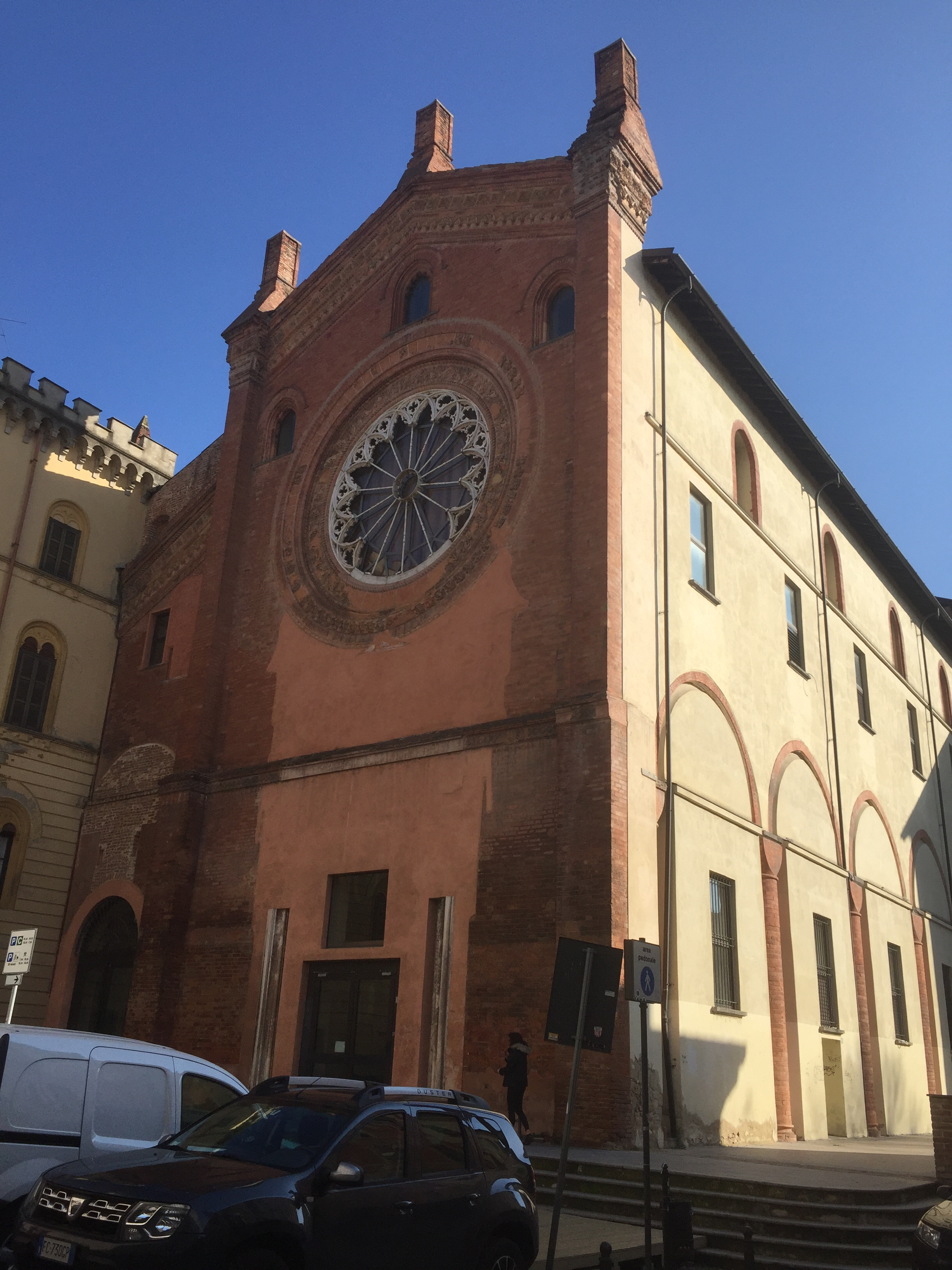
l'ex chiesa di San Tommaso
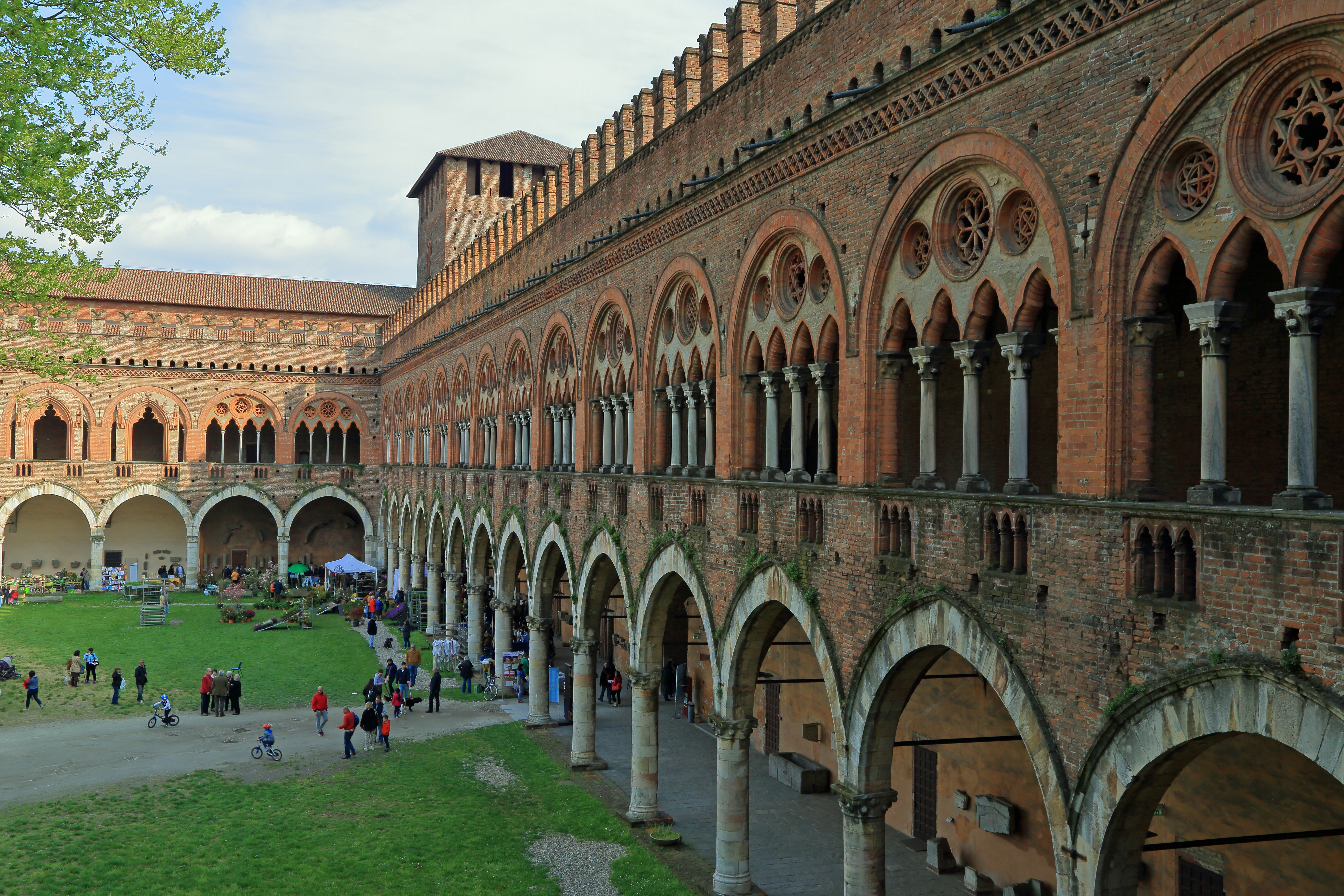
Cortile del castello
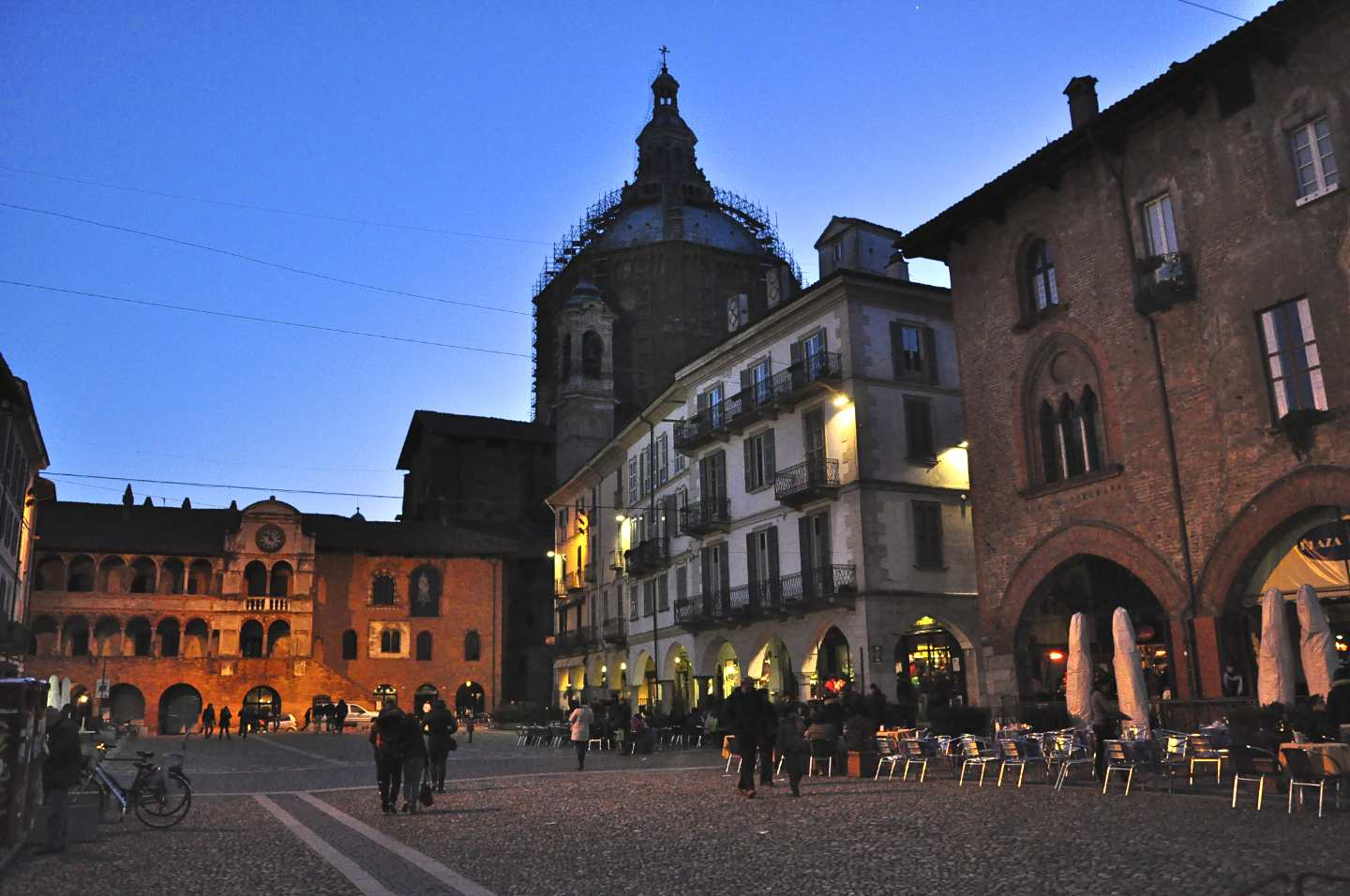
Porticato in piazza della Vittoria e casa dei Diversi sulla destra
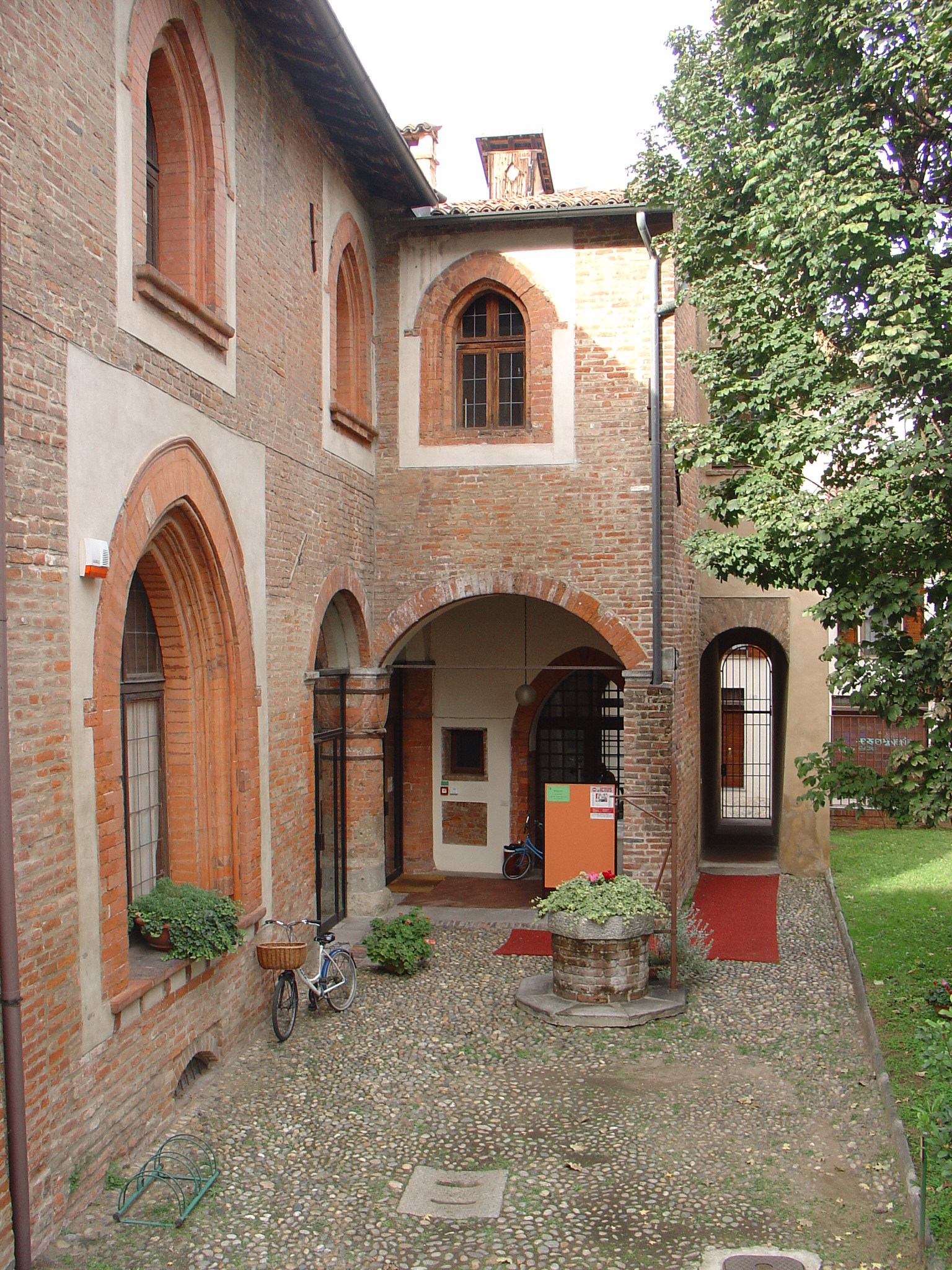
casa degli Eustacchi
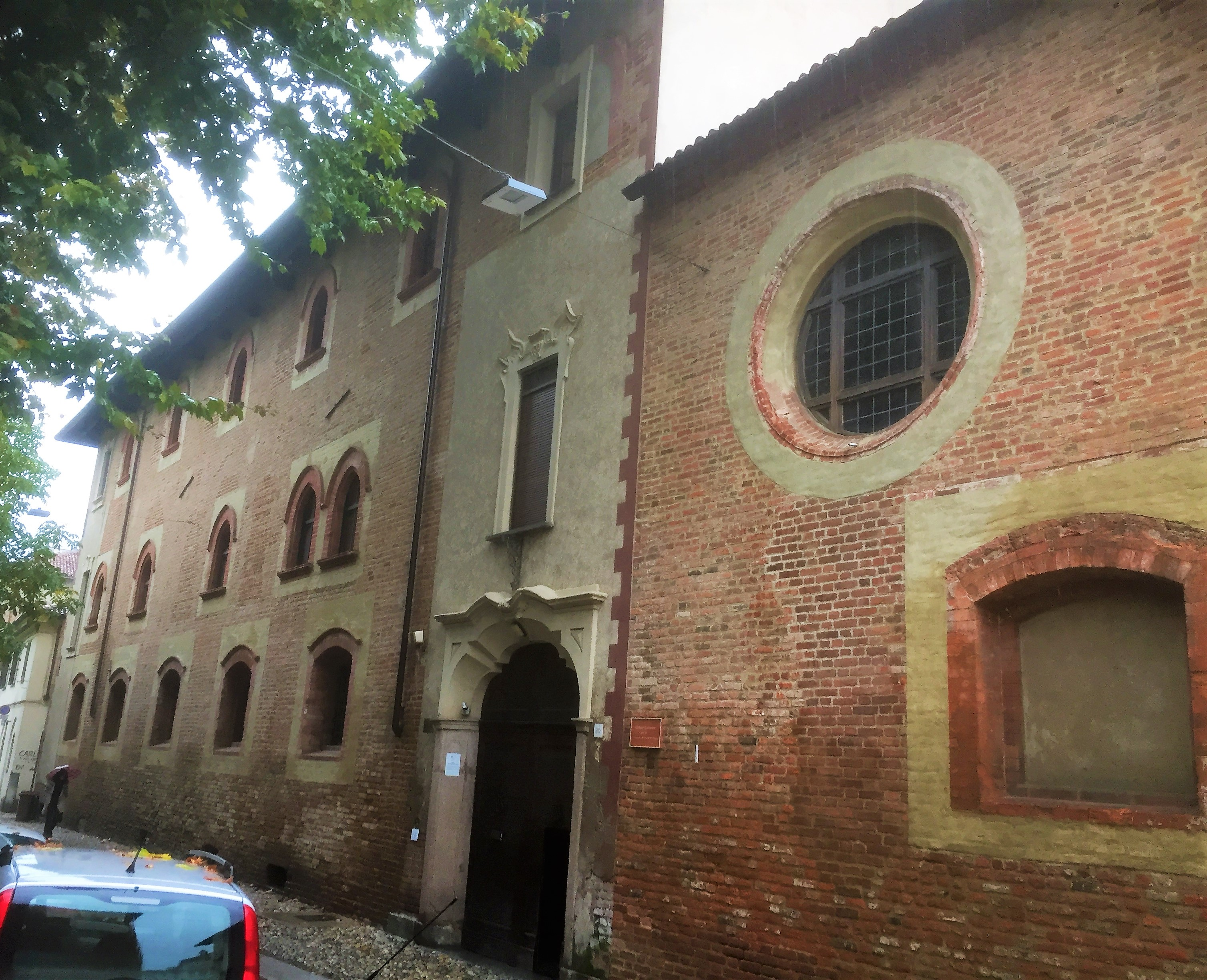
Il collegio Castiglioni
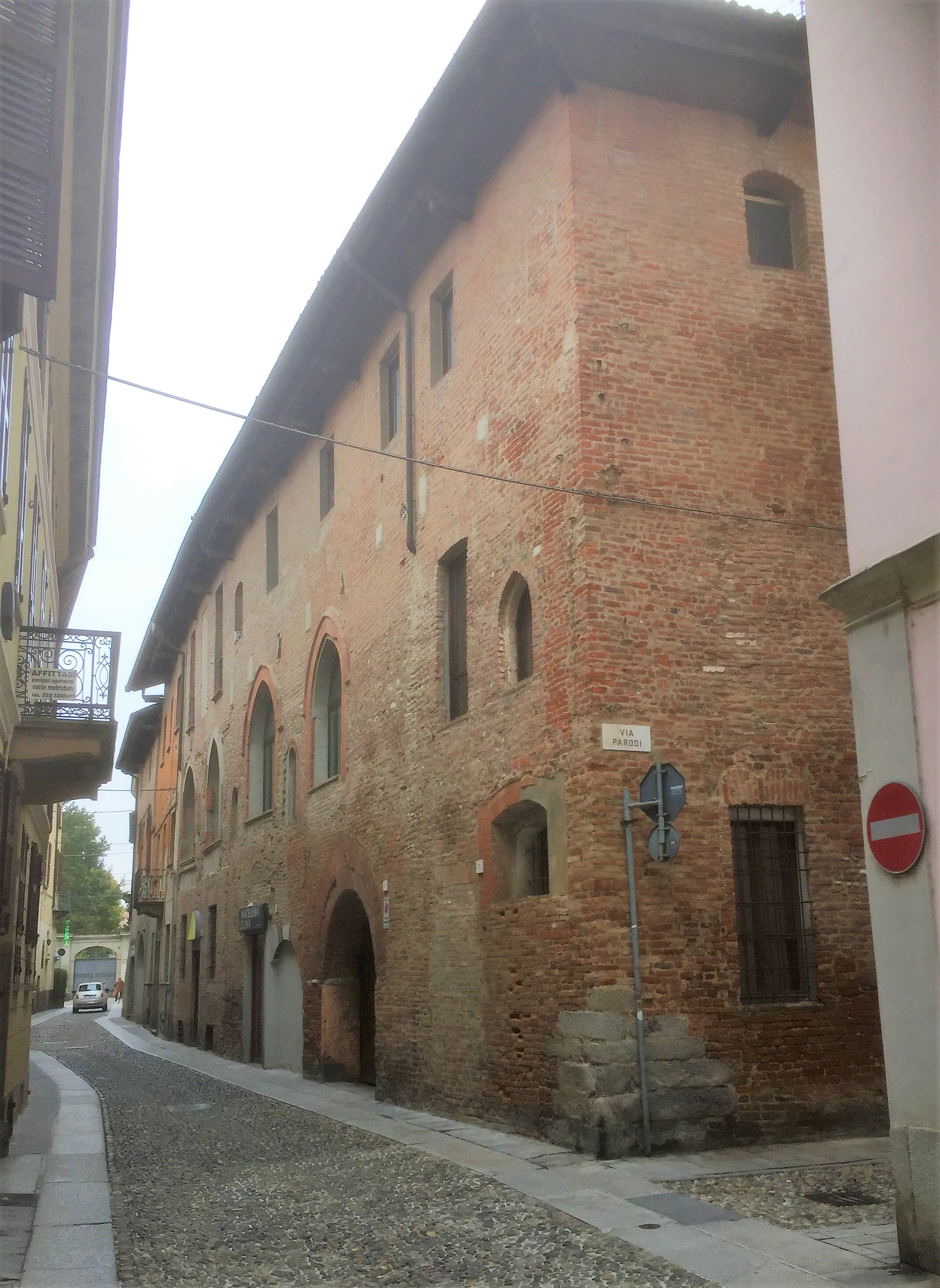
Casa Folperti

## Pittura

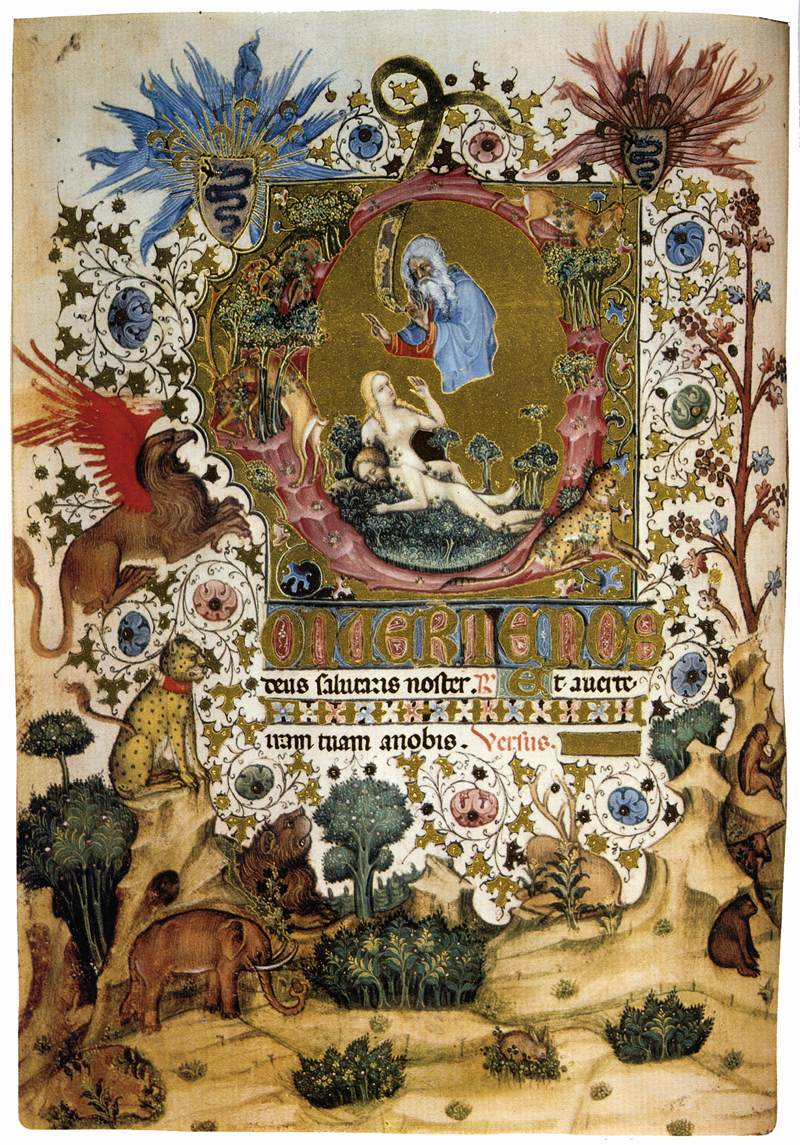
Libro delle Ore dei Visconti di un anonimo miniatore lombardo

Tra gli esempi di pittura gotica in città, un posto di rilievo hanno senza dubbio i resti dei grandi cicli pittorici promossi da Galeazzo II prima e Gian Galeazzo poi nel castello Visconteo, come i resti di affreschi, raffiguranti la Veduta di Pavia (ala sud, terza campata) e Cavalieri (ala ovest, sesta e ottava campata) risalenti al settimo decennio del Trecento e recentemente attribuiti a Giusto de' Menabuoi, la sinopia con l'immagine della pietà sul portale della cappella, opera di Michelino da Besozzo, mentre internamente l'ambiente conserva pitture del bolognese Andrea de' Bartoli e, soprattutto le due figure di dame, recentemente attribuite a Gentile da Fabriano, fatte realizzare da Gian Galeazzo nel 1393 per la "sala delle dame".

### L'Ouvrage de Lombardie
Dopo aver stabilito a Pavia la sede della corte e della Biblioteca Visconteo Sforzesca, i Visconti fondarono nella città la più prestigiosa scuola di miniatura della regione, che divenne presto celebre in tutta Europa per il suo realismo e la fine decoratività con il nome di Ouvrage de Lombardie.
L'atelier di miniatori del Visconti già dal 1370 circa aveva elaborato una raffinata fusione tra il cromatismo giottesco e i temi cortesi e cavallereschi. Protagonisti di questa prima stagione furono il miniatore anonimo autore del Guiron le Coutois e il Lancelot du Lac, oggi alla Biblioteca nazionale di Francia di Parigi, e Giovannino de' Grassi, che miniò il libro di preghiere detto Offiziolo, con rappresentazioni di grande eleganza lineare, accuratezza naturalistica e preziosità decorativa.
La generazione successiva, soprattutto nella personalità di Michelino da Besozzo, elaborò questo retaggio in maniera ancora più libera, fantasiosa e internazionale. Nell'Offiziolo Bodmer usò una linea fluida, colori tenui e un ritmo prezioso nel disegno delle figure, che prescindeva con indifferenza le problematiche spaziali; il tutto era arricchito da freschissimi dettagli naturalistici, presi dall'osservazione diretta. Lo stile aggraziato di Michelino ebbe successo e un ampio seguito per lungo tempo: sul suo stile gli Zavattari dipinsero nel Quattrocento gli affreschi nella Cappella di Teodolinda nel Duomo di Monza, caratterizzati da tinte tenui, personaggi attoniti e senza peso, presi dal mondo cortese.

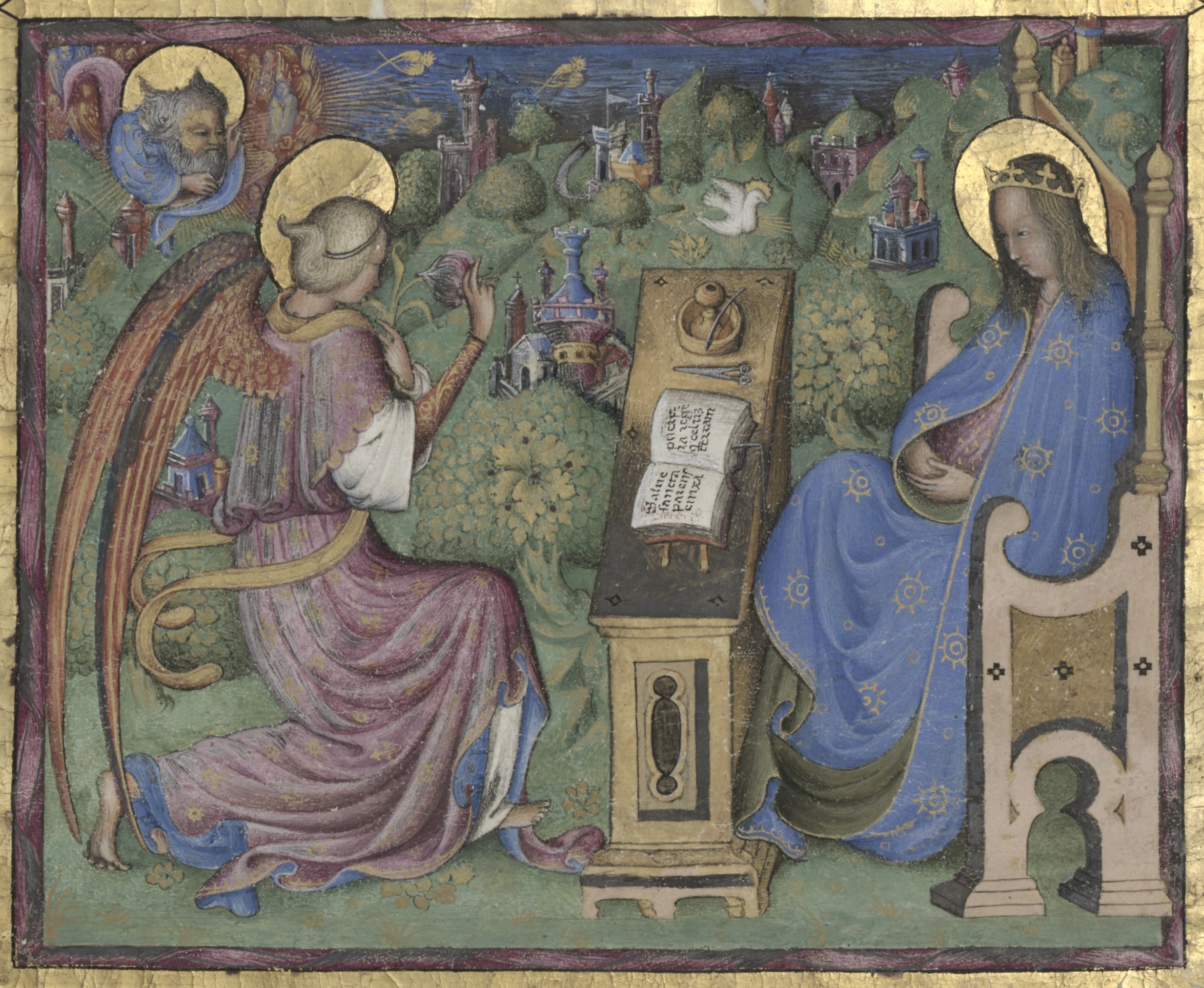
Belbello da Pavia, Antifonario, Annunciazione, Cleveland Museum of Art

L'altro filone accanto allo stile dolce di Michelino fu quello grottesco, ripreso dalle opere di Franco e Filippolo de Veris nell'affresco del Giudizio universale della chiesa di Santa Maria dei Ghirli di Campione d'Italia (1400), o dalle miniature espressive di Belbello da Pavia. Per esempio nella Bibbia di Niccolò d'Este, miniata da Belbello nel 1431-1434, sono usate linee fluide e deformanti, figure fisicamente imponenti, gesti eccessivi e colori accesi e cangianti. A questo lessico si mantenne fedele per tutta la sua lunga carriera, fino a circa il 1470. Altro celebre manoscritto che vide la collaborazione di Belbello con il cosiddetto Maestro delle Vitae Imperatorum, personaggio dal nome ignoto già autore della copia delle Vite imperatorium di Svetonio conservato alla Biblioteca nazionale di Francia, è il Semideus di Catone Sacco, oggi conservato nella Biblioteca nazionale russa.